# جنسن اینترسپتور (۱۹۵۰)
جنسن اینترسپتور (۱۹۵۰) (Jensen Interceptor (1950)) خودرویی است که در سال‌های ۱۹۵۰ تا ۱۹۵۷ تولید شده‌است.
موتور آن ۳۹۹۳ سی‌سی سیستم جعبه‌دندهٔ آن به صورت دستی است.